# Воин по зову сердца
«Воин по зову сердца» (англ. «Warheart») — роман Терри Гудкайнда в стиле фэнтези из цикла Меча Истины, в оригинале изданный 17 ноября 2015 года издательством Tor Books. На русском языке книга выпущена издательством АСТ в декабре 2017 года.

## Сюжет
Кэлен отказывается от своего решения сжечь тело Ричарда, и это решение приходит к ней в момент, когда она осознает, что, возможно, ведьме Рэд известен способ, которым Ричард может быть возвращен в мир жизни. При дальнейшем развитии событий Никки посещает подземный мир, в котором, по словам Рэд, должна использовать всё то, что знала как сестра Тьмы, но чтобы эти знания послужили жизни, при помощи Благодати, нарисованной кровью Кэлен. В этом путешествии Никки встречает духов Исидоры и Наджи Мун. Наджа помогает Никки найти дух Ричарда, который своими крыльями облекли демоны подземного мира. В дальнейшем происходит битва между духами, и добрые духи при помощи духа Зедда, отгоняют демонов от духа Ричарда. Дух Ричарда узнаёт от других духов, что для его возвращения в мир жизни кто-то добровольно должен отдать ему свою жизнь и занять его место в подземном мире. В это время на цитадель в Сааведре нападает войско полулюдей. В битве появляется Кара, старая подруга Ричарда, и решает отдать свою жизнь ради него. Ричард возвращается в мир живых. В деревне Стройза, в секретной комнате, Ричард обнаруживает вторую сеть колодцев для перемещений — Люси. Выясняется, что эта сеть состоит всего из двух колодцев, второй из которых располагается в катакомбах под Замком Волшебника в Эйдиндриле. Из катакомб Ричард забирает тканевую завесу с хранилища духов полулюдей и забирает все души оттуда с помощью Меча Истины. Затем герой путешествует в сильфиде с Мечом Истины, таким образом усиливая мощность крика смерти Джит, которым он был заражён. Ричард использует тканевую завесу, чтобы запечатать императора Сулакана в комнате с Регулой, машиной предсказаний. Закрыв свои уши пробками из воска, Ричард выпускает на свободу смертельный крик Джит и уничтожает Сулакана. В развитии битвы Ричард сталкивается с Ханнисом Арком и Морд-Сит Викой, но последняя убивает Арка и присягает на верность Ричарду.

## Персонажи книги
- Ричард Рал — магистр Рал, правитель Д’Харианской империи, Искатель Истины, боевой чародей, Сердце войны.
- Кэлен Амнелл — Мать-Исповедница, жена Ричарда Рала.
- Зеддикус З’ул Зорандер — дед Ричарда Рала, Волшебник Первого ранга.
- Никки — бывшая сестра Тьмы, ставшая союзником Ричарда Рала.
- Кара — Морд-Сит, личный телохранитель Ричарда Рала и Кэлен Амнелл.
- Вика — Морд-Сит, служившая Ханнису Арку, перешла на сторону Ричарда Рала.
- Ханнис Арк — правитель провинции Фаджин, главный антагонист.
- император Сулакан — правитель Древнего мира во время Великой войны, создал Шан-так и живых мертвецов.
- Кассия — Морд-Сит, ушедшая от Людвига Дрейера и признавшая своим господином Ричарда Рала.
- Лорен — Морд-Сит, ушедшая от Людвига Дрейера и признавшая своим господином Ричарда Рала.
- Вэйл — Морд-Сит, ушедшая от Людвига Дрейера и признавшая своим господином Ричарда Рала.
- Рэд (Красная) — ведьма из Тёмных земель.